# Byrdia
Byrdia este un gen de molii din familia Lymantriinae.